# 馬納加基勒伯
馬納加基勒伯（達悟語：Mangacyacileb），是台灣達悟族神話中的神祇，為最初也是最重要的神祇之一，無時無刻從天空俯瞰著大地。

## 簡述
馬納加基勒伯的意思為「俯視者」，據說這還是世界上第一個詞。祂永遠從天上俯視著大地，觀察著人們的一舉一動，祂沒有形體，卻又無所不在，所以任何人、特別是做壞事的人，都逃不過祂的視線，並且由Mapeyyangangey（公義者）作出判決。
另外，神話中的馬納加基勒伯也是達悟人的始祖，在部分的祖先神話中，祂從天上俯視到蘭嶼這塊島嶼，覺得這麼漂亮的島沒有住人很可惜，就把自己的兩個孫子以石頭和竹子（或是裝箱、下凡）的方式送往蘭嶼，並且成為達悟族的祖先，所以在祭典中，祂也被稱為「祖父神」（Akeydo langarahen）。

## 基督化
在基督教進入蘭嶼後，馬納加基勒伯的形象和天父結合起來，祂成為創造宇宙萬物的初始、最高天神，祂的話語中流出了九條支流、流往各個島嶼，使人的生命變得有意義。